# قدم الفرس (منحنى)

يُعطى قدم الفرس (بالأحمر) على شكل منحنى قدمي للقطع الناقص الملون بالأسود. معادلة قدم الفرس هي:

في الهندسة ، قَدَمُ الْفَرَسِ (بالإنجليزية: Hippopede)‏ هو منحنى مستوي محدَّد بمعادلة من الشكل:
{\displaystyle (x^{2}+y^{2})^{2}=cx^{2}+dy^{2}}
حيث يفترض أن c > 0 و c > d نظرًا لأن الحالات المتبقية إما تُختزل إلى نقطة واحدة أو يمكن وضعها في الشكل المحدد بدوران. منحنيات قدم الفرس هي منحنيات مُنْطَقَة وجبرية من الدرجة 4 ومتناظرة بالنسبة للمحورين x و y .

## الحالات الخاصة

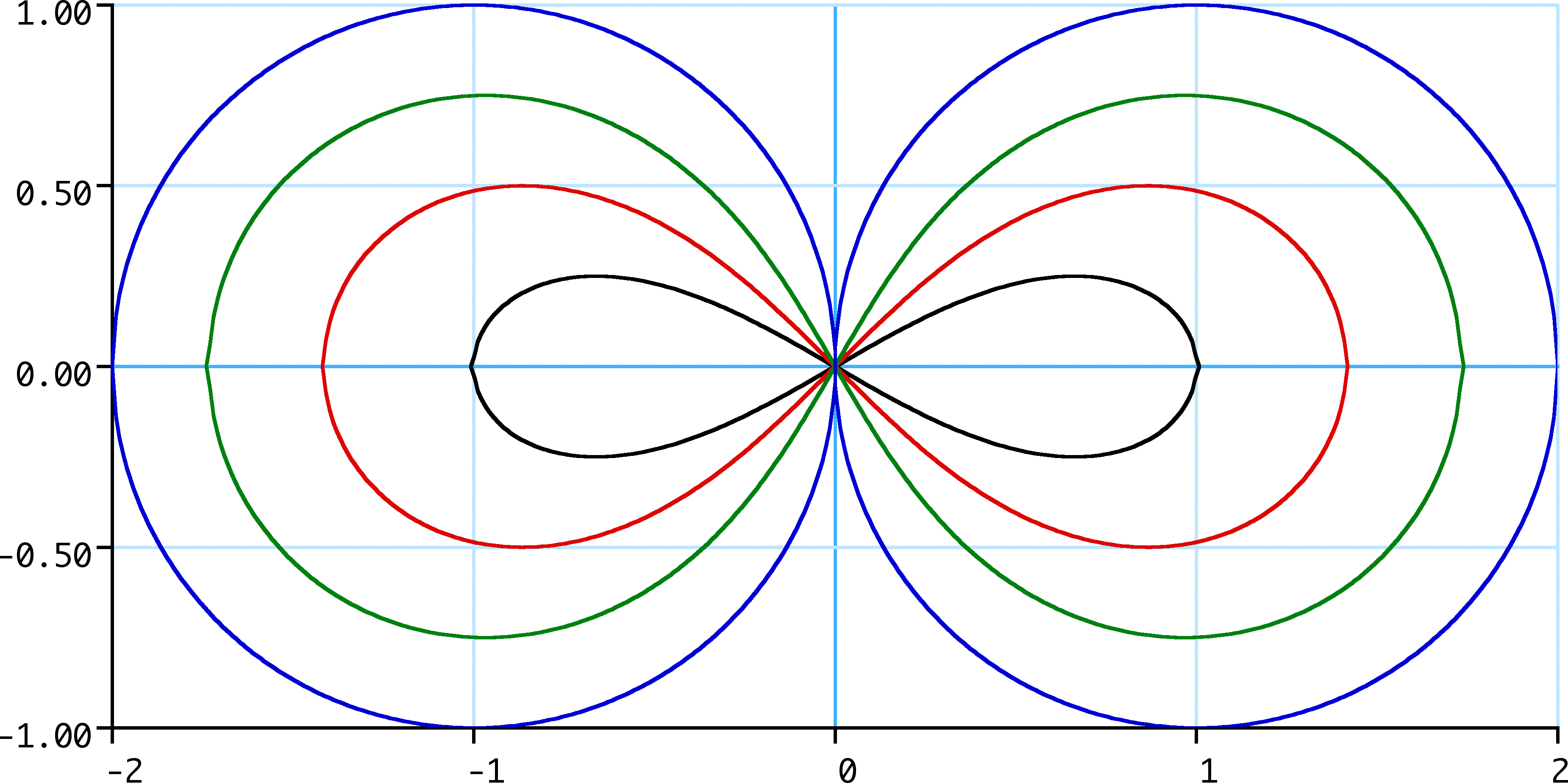
قدم الفرس

عندما يكون d > 0 يكون للمنحنى شكل بيضاوي ويُعرف غالبًا باسم شكل بوث بيضاوي (Oval of Booth)، وعندما يكون d < 0 يشبه المنحنى شكل رقم ثمانية جانبيًا، أو منحنى العروتين، ويُعرف غالبًا باسم منحنى بوث ذي العروتين نسبةً إلى عالم من القرن التاسع عشر عالم الرياضيات جيمس بوث [الإنجليزية] الذي درسهم. حقَّق العالم اليوناني بروكلس أيضًا مع منحنيات قدم الفرس (التي يُطلق عليها أحيانًا اسم قدم الفرس لبروكلس) وإودوكسوس. من أجل d = −c، يتوافق قدم الفرس مع ومنحنى برنولي ذو عروتين [الإنجليزية] .